# Walter Abish
Walter Abish (* 24. Dezember 1931 in Wien, Österreich; † 28. Mai 2022 in New York City, New York, Vereinigte Staaten) war ein US-amerikanischer Schriftsteller. Er gilt als einer der bedeutendsten Vertreter der amerikanischen Postmoderne.
Die Grundpfeiler seiner Romane sind fremde Länder und ihre Kulturen. Selbst besucht hat er Mexiko und Deutschland vor der Fertigstellung der Bücher nie. Eine topographisch-realistische Darstellung kann somit nie sein Ziel gewesen sein. Ihm schien es vielmehr darum zu gehen, der Sprache ihre wirklichkeitskonstituierende Macht zu nehmen. Durch die Fremdheit der Orte fasziniert, werden auch die Leser von diesen Gefühlen beeinflusst und damit gefesselt. Sowohl die Faszination fremder Topographien als auch der Konstruktcharakter der Texte lassen sich biographisch erklären.

## Leben
Als Kind einer jüdischen Kaufmannsfamilie in Wien verließ Walter Abish nach dem „Anschluss“ Österreichs an das Deutsche Reich im Jahr 1938 seine Heimat. Die Familie emigrierte über Italien und Nizza 1940 nach Shanghai, was damals ohne Visum möglich war. Walter Abish zog 1949 nach Israel und leistete dort auch den Wehrdienst. Er ging 1956 nach England und wurde 1957 in den USA sesshaft, deren Staatsbürgerschaft er 1960 erlangte. Abish lehrte unter anderem an der Columbia University, der Brown University und der Yale University.
Ein Architekturstudium in Israel mag vielleicht erklären, warum seine Houses of Fiction (Henry James) wie auf dem Reißbrett konstruierte Entwürfe anmuten. Für den Roman How German Is It – Wie Deutsch ist es wurde Abish mit dem PEN/Faulkner Award geehrt. 1987 war er MacArthur Fellow. 1998 wurde er in die American Academy of Arts and Sciences gewählt.
Abish war mit der Fotografin und Konzeptkünstlerin Cecile Abish verheiratet, mit der zusammen er das Buch 99, the New Meaning veröffentlichte. Von ihr ist auch das Cover von How German Is It. Abish starb Ende Mai 2022 im Alter von 90 Jahren im New Yorker Stadtteil Manhattan.

## Werke
- Duel Site, Tibor de Nagy Editions, New York, 1970. Gedichte, 28 S., in 300 Exemplaren.
- Alphabetical Africa, New Directions, New York, 1974.
  - Alphabetical Africa = Alphabetisches Afrika, übersetzt von Jürg Laederach, Urs Engeler Verlag, Basel, 2002.
- Minds Meet, New Directions, New York, 1975.
  - Das ist kein Unfall. Erzählungen 1971–1975, Hohenheim-Edition Maschke, Köln 1982. Repr. als: Das ist kein Zufall, Suhrkamp, Frankfurt, 1987.
- In the Future Perfect, New Directions, New York, 1977.
  - Quer durch das große Nichts, Suhrkamp, Frankfurt, 1983.
- How German Is It, Wie deutsch ist es, New Directions, New York, 1980.
  -     - In the English Garden, Fiction International, Nr. 4/5, 1975, S. 35–49.
    - The Idea of Switzerland, Partisan Review, Jg. 47, 1980, S. 57–81. (Vorarbeiten)

  - Wie Deutsch ist es, Hohenheim-Edition Maschke, Köln 1982.
- 99, The New Meaning, Burning Deck Press, Providence, Rhode Island, 1990.
  - 99, der neue Sinn, Literarisches Colloquium Berlin, Berlin, 1990.
- Eclipse Fever, Alfred A. Knopf, New York, 1993.
  - Sonnenfieber, Rowohlt, Reinbek 1994.
- Double Vision. A Self Portrait, Alfred A. Knopf, New York, 2004. Erinnerungen.

### Aufsätze
- Self-Portrait. In: Individuals: Post-Movement Art in America, Alan Sondheim (Hrsg.), Dutton, New York, 1977.
- The Writer-To-Be: An Impression of Living. In: Sub-Stance, Nr. 27, 1980.

### Interviews
- Jerome Klinkowitz, The Life of Fiction, University of Illinois Press, 1977, S. 59–71.
- Wie Deutsch Ist Es, Semiotext(e), Nr. 4, 1982.